# Université de Zawia
L'Université de Zaouïa, anciennement connu en tant que l'Université du 7 avril (en arabe : جامعة السابع من ابريل), est une université libyenne dont le campus est situé à Zaouiyah.

## Histoire
En 1983, l'Université al-Fatah ouvre une antenne à Az-Zaouïa. En 1988, l'antenne devient indépendante (administrativement et financièrement) et prend le nom d'Université du 7 avril. L'Université déclare que la date du 7 avril fait référence « au grand événement étudiantin du 7 avril 1976 ». Le 7 avril 1976, des étudiants à Tripoli et à Benghazi ont manifesté contre les violations des droits humains, en faveur d'un transfert de pouvoir vers un gouvernement civil, et pour la tenue des élections libres. Plusieurs ont été arrêtés et détenus pendant des mois. Le 7 avril 1977 et ensuite annuellement jusqu'à la fin des années '80, des exécutions publiques par pendaison ont eu lieu en référence aux manifestations du 7 avril 1976. Des amis des exécutés ont été obligés de participer ou regarder. Le « Comité d'organisation de la manifestation d'avril » a décrit l'usage de l'anniversaire du 7 avril comme le signe distinctif du gouvernement de Mouammar Kadhafi.
L'Université a changé son nom en 2011, l'année de la Révolution libyenne dans laquelle Kadhafi a perdu son pouvoir et sa vie, à l'Université de Zaouïa. L'Université reçoit des étudiants des chabiyat d'az Zaouiyah et d'an Nouqat al Khams.
Le campus de l'Université est à 6 kilomètres au sud du centre de la ville.